# Lassie vender hjem
Lassie vender hjem  er en amerikansk drama- og eventyrfilm fra 1943, instrueret af Fred M. Wilcox.

## Medvirkende
- Roddy McDowall som Joe Carraclough
- Donald Crisp som  Sam Carraclough
- Dame May Whitty som  Dally
- Edmund Gwenn som Rowlie
- Nigel Bruce som  Duke of Rudling
- Elsa Lanchester som Mrs. Carraclough
- Elizabeth Taylor som Priscilla